# Questione operaia

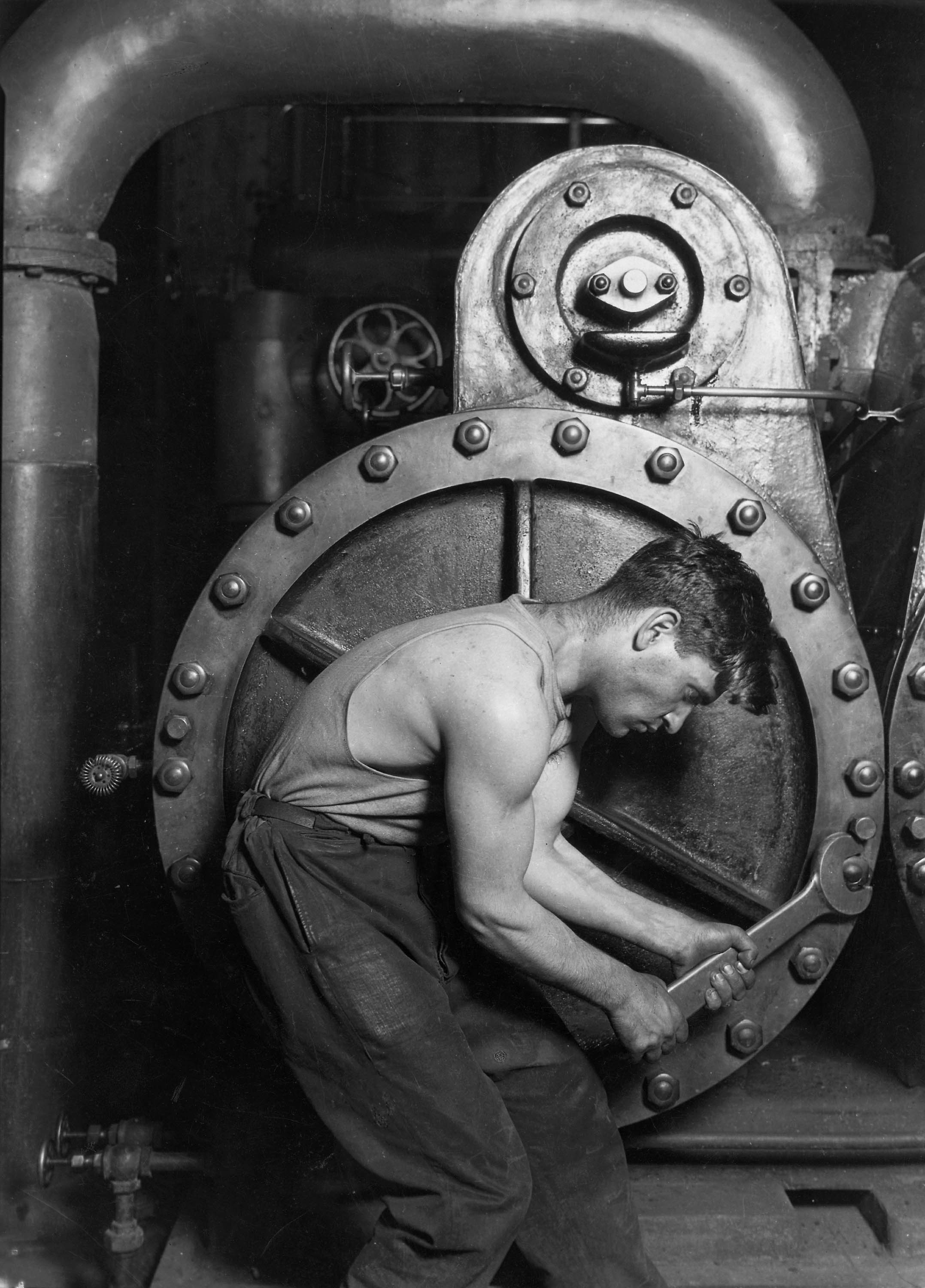
Un operaio addetto a una macchina a vapore (foto di Lewis Hine, 1920)

Con il termine questione operaia si designava nella seconda metà dell'800 nel contesto della seconda rivoluzione industriale e della successiva depressione di fine '800 le condizioni economiche e lavorative in cui versava la classe operaia ovvero i lavoratori dipendenti nell'industria soggetti a sfruttamento lavorativo e basse paghe salariali. Da queste problematiche scaturirono dure battaglie sindacali fatte di scioperi dei lavoratori finalizzate a richieste lavorative migliori in grado di sfamare il proletariato. Il termine, preso a prestito dal marxismo, ricompare anche in altre epoche storiche in cui si presentarono nuove rivoluzioni industriali e grandi crisi economiche (recessioni economiche) a sostegno della classe operaia e dei suoi legittimi interessi.